# Darci José Nicioli

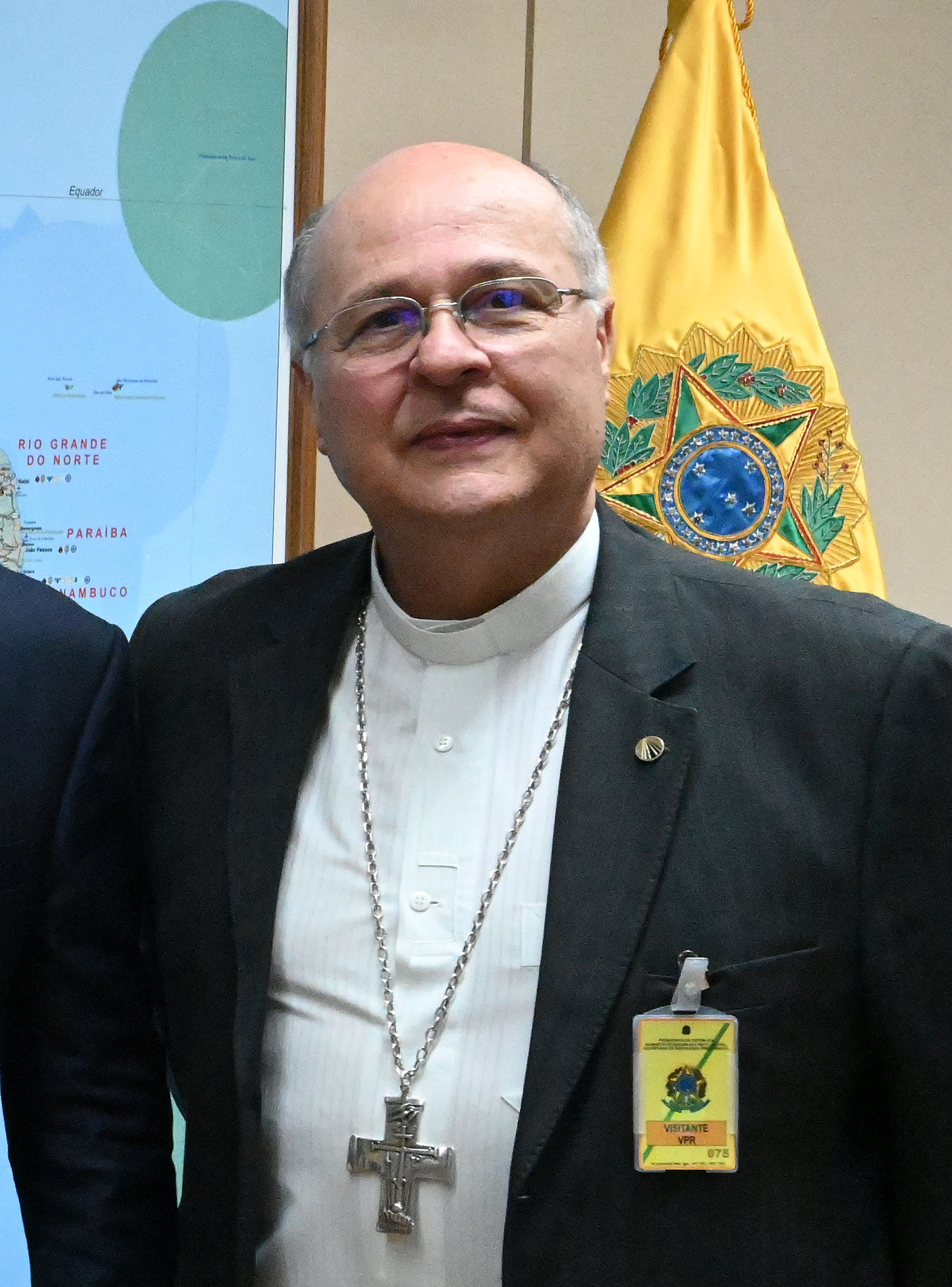
Darci José Nicioli (2023)

Darci José Nicioli CSsR (* 1. Mai 1959 in Jacutinga, Minas Gerais, Brasilien) ist ein brasilianischer Ordensgeistlicher und römisch-katholischer Erzbischof von Diamantina.

## Leben
Darci José Nicioli trat 1971 in das Kleine Seminar der Redemptoristen (Seminário Redentorista Santo Afonso) in Aparecida ein. Er trat der Ordensgemeinschaft der Redemptoristen bei und studierte Philosophie und Theologie an der Katholischen Universität in Campinas (SP) und am Instituto Teológico São Paulo (ITESP). Der Bischof von Corumbá, Pedro Fré CsSR, weihte ihn am 8. März 1986 zum Priester. Von 1986 bis 1989 studierte er am Päpstlichen Athenaeum Sant’Anselmo in Rom und erlangte das Lizentiat der Theologie. Nachdem er von 1989 bis 2009 als Seelsorger gearbeitet hatte und mit verschiedenen Aufgabe für seinen Orden betraut gewesen war, leitete er seit 2009 die Pilgerseelsorge in Aparecida, dem größten Wallfahrtsort Brasiliens.
Am 14. November 2012 ernannte ihn Papst Benedikt XVI. zum Titularbischof von Ficus und zum Weihbischof in Aparecida. Der Erzbischof von Aparecida, Raymundo Kardinal Damasceno Assis, spendete ihm am 3. Februar 2013 die Bischofsweihe; Mitkonsekratoren waren Pedro Fré CsSR, Altbischof von Barretos, und Cláudio Kardinal Hummes OFM, emeritierter Kardinalpräfekt der Kongregation für den Klerus.
Papst Franziskus ernannte ihn am 9. März 2016 zum Erzbischof von Diamantina. Die Amtseinführung fand am 22. Mai desselben Jahres statt.
Vom 4. Juli 2018 bis zum 14. September 2019 war er zusätzlich Apostolischer Administrator des vakanten Bistums Guanhães.